# Росарио, Амед
Херман Амед Вальдес Росарио (исп. German Amed Valdez Rosario, 20 ноября 1995, Санто-Доминго) — доминиканский бейсболист, шортстоп клуба Главной лиги бейсбола «Кливленд Гардианс».

## Карьера
Росарио подписал контракт с «Нью-Йорк Метс» в статусе свободного агента в июле 2012 года. Сумма подписного бонуса составила 1 млн 750 тысяч долларов США, что на тот момент было для клуба рекордной суммой, выплаченной иностранному игроку.
В 2013 году он начал выступления в лиге новичков за «Кингспорт Метс». Сезон 2014 года Росарио провёл на уровень выше в составах «Бруклин Сайклонс» и «Саванна Сэнд Натс». Летом 2016 года Амеда перевели в AA-лигу в клуб «Бингемтон Метс». Он также принял участие в Матче всех звёзд будущего. После окончания сезона «Метс» включили Росарио в расширенный состав команды.
Он дебютировал в Главной лиге бейсбола 1 августа 2017 года в игре против «Колорадо Рокиз».
Восьмого января 2021 года «Метс» обменяли Росарио и ещё трёх игроков в «Кливленд Индианс» на питчера Карлоса Карраско и шортстопа Франсиско Линдора. 